# Andrew Cook
Andrew Cook er en amerikansk fribryder der blev kendt gennem dokumentaren The Backyard som The Lizard.

## Baggrund
Andrew Cook blev kendt blandt wrestling kredse, da dokumentaren The Backyard udkom. Dokumentaren omhandlede såkaldte Backyard Wrestlere, altså ikke-trænede unge mennesker, der wrestlede i baghaver og dermed risikerede deres liv ved ikke at have lært de rette faldteknikker. Dokumentaren hjalp Lizard med kontakt til professionelle Indy Wrestling forbund, hvor han optrådte som "jobber". Lizard forsøgte også i udsendelsen at få et job hos WWE via Tough Enough konkurrencen, men fejlede. 
Backyard Wrestling